# Sălard (okręg Marusza)
Sălard – wieś w Rumunii, w okręgu Marusza, w gminie Lunca Bradului. W 2011 roku liczyła 67 mieszkańców.